# 백암성
백암성(白巖城)은 현재의 중화인민공화국 랴오닝성에 있었던 고구려의 성이다.

## 역사
지리적으로 요하(현 랴오허 강) 유역에 위치하여 고구려와 당나라 간의 국경 지대에 있었던 성이었다. 547년 양원왕이 신성과 함께 개축하였다고 한다. 당 태종이 고구려를 침공했을 때 성주 손대음(孫代音)의 항복으로 함락되었다.